# José Coronado
José Coronado (ur. 14 sierpnia 1957 w Madrycie) – hiszpański aktor filmowy, teatralny i telewizyjny.

## Wybrana filmografia
- 1999: Goya jako młody Francisco Goya
- 2004: Wilk jako Ricardo
- 2011: Nie zazna spokoju, kto przeklęty jako Santos Trinidad
- 2012: Trup jako Jaime Peña
- 2016: Człowiek o tysiącu twarzy jako Jesús Camoes
- 2016: Niewidzialny gość jako Tomás Garrido

## Nagrody
- Nagroda Goya Najlepszy aktor: 2012 Nie zazna spokoju, kto przeklęty